# تشارلز آرثر ويلارد
تشارلز آرثر ويلارد (بالإنجليزية: Charles Arthur Willard)‏ هو أكاديمي أمريكي، ولد في 1945 في هتشنسون في الولايات المتحدة.